# Hrvat
Lo Hrvat è un traghetto della compagnia croata Jadrolinija. Messo in servizio nel 2007, prende il nome da un famoso piroscafo del XX secolo, che era chiamato appunto Hrvat, cioè "croato".

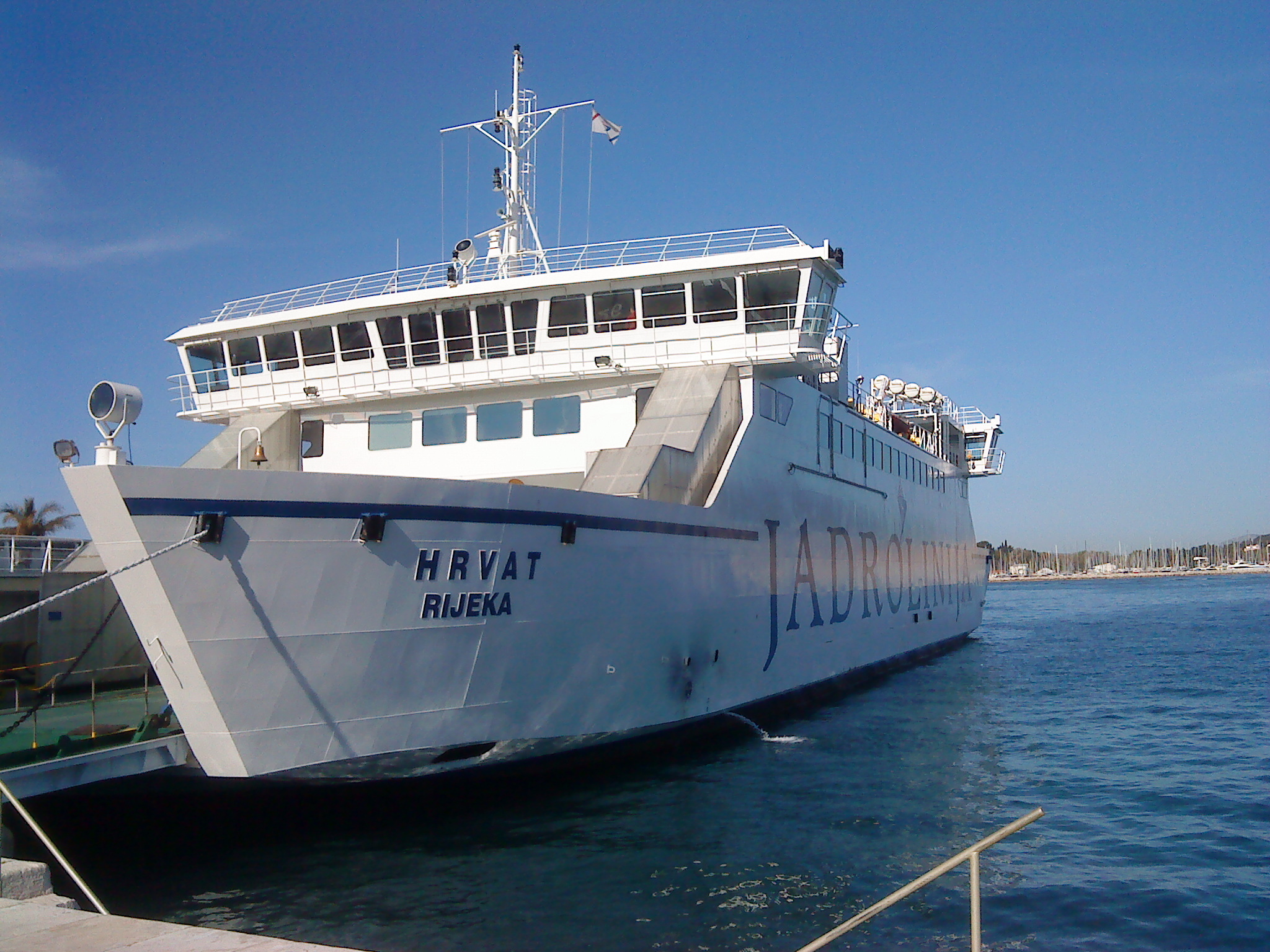

Questo traghetto è stato costruito insieme al Juraj Dalmatinac, che mantiene la linea Zara-Oltre, prevista all'inizio anche per lo Hrvat.
Era stato destinato a mantenere il collegamento tra Spalato e San Pietro di Brazza, insieme al Marjan e al Biokovo.
Lo Hrvat ha una capacità di 1200 persone e 138 automobili.